# Ovocný sad Zlodějka
Ovocný sad Zlodějka v Ruzyni v Praze roste mezi křižovatkou ulice Evropská s Pražským okruhem a západním okrajem přírodního parku Šárka-Lysolaje poblíž studánky Zlodějka. Pramení v něm bezejmenný potok, který se u koupaliště v Divoké Šárce vlévá do Šáreckého potoka.

## Historie
Sad byl vysazen v období mezi roky 1918 až 1939, kdy se města snažila o soběstačnost v zásobování svých obyvatel a vysazovala ovocné sady. Na Zlodějce byly v té době vysázeny převážně jabloně, hrušně a třešně.
Původně rozsáhlý sad se v 50. letech 20. století na svém západním konci zmenšil kvůli výstavbě cesty do Horoměřic. Zarůstat začal v 80. a 90. letech 20. století, kdy hlavní město ustoupilo od samozásobování. Jeho obnova začala po roce 2000 a sad se vrátil do ¾ své původní rozlohy. Byly vysazeny hrušně, jabloně a slivoně a podél cesty do Šárky jabloňová alej.

## Parametry
- Celková rozloha: 0,96 ha
- Počet stromů: 159 (r. 2019)
- Odrůdy:
  - Jabloně: Croncelské, Čistecké lahůdkové, Gaskoňské šarlatové, Hvězdnatá reneta, kalvil červený, Kardinál žíhaný, Krátkostopka královská, Londýnské, Matčino, Parména zlatá zimní, Průsvitné letní, Řehtáč soudkovitý, Studničné, Sudetská reneta, Zvonkové, Gdanský hranáč, Chodské
  - Hrušně: Ananaska česká, Hardyho, Boscova lahvice, Madame Verté, Muškatelka turecká, Williamsova, Salisburyova, Solanka, Solnohradka, Thirriotova, Zbuzanka, Zelinka chlumecká
  - Slivoně: Chrudimka, Švestka domácí, Wangenheimova, Zimmerova
- Ovoce k natrhání: ano[1]